# Cristian Echavarría
 Cristian David Echavarría Vélez  (Medellín, Antioquia, Colombia; 10 de junio de 1997) es un exfutbolista colombiano. Su último club fue jaguares de Córdova
Ahora vive en los Estados Unidos 
Y trabaja en una pizzería.

## Clubes
| Club                   | País                | Año                 | Partidos | Goles |
| ---------------------- | ------------------- | ------------------- | -------- | ----- |
| Independiente Medellín | Colombia            | 2016                | 2        | 0     |
| Venados                | México              | 2016                | 2        | 0     |
| Honka                  | Finlandia           | 2017                | 4        | 0     |
| Patriotas Boyacá       | Colombia            | 2018                | 11       | 0     |
| Independiente Medellín | Colombia            | 2019                | 8        | 0     |
| Jaguares de Córdoba    | Colombia            | 2020-presente       | 0        | 0     |
| Total en su carrera    | Total en su carrera | Total en su carrera | 27       | 0     |

## Palmarés

### Campeonatos nacionales
| Título          | Club                   | País     | Año  |
| --------------- | ---------------------- | -------- | ---- |
| Torneo Apertura | Independiente Medellín | Colombia | 2016 |
| Copa Colombia   | Independiente Medellín | Colombia | 2019 |